# 당천진우견애정
《당천진우견애정》(当天真遇见爱情)은 2021년 방송되었던 중국의 드라마이다.

## 소개
- 건축가를 꿈꾸는 여자 주인공과 천재 디자이너 남자 주인공이 건축의 진정한 의미를 탐구하고 직업과 인생의 길에서 함께 성장하며 꿈을 이루른 이야기

## 등장 인물
- 위천상 (Shawn Wei) - 맹엄 역
- 오시락 (吴施乐) - 리티엔젠 역
- 주자치 (朱嘉琦) - 루이밍 역
- 충단종 (种丹妮) - 차오커 역
- 영재희 (荣梓希) - 궈옌옌 역
- 이진양 (李金阳) - 호샤오선 역
- 마준 (麻骏) - 리준 역
- 마려 (Mary Ma) - 차오위 역
- 초진 (楚镇) - 온립 역
- 장궁 (张弓) - 구한삼 역